# Granja la Zarca
Granja la Zarca är en ort i Mexiko.   Den ligger i kommunen Irapuato och delstaten Guanajuato, i den centrala delen av landet, 270 km nordväst om huvudstaden Mexico City. Granja la Zarca ligger 1 715 meter över havet och antalet invånare är 173.
Terrängen runt Granja la Zarca är en högslätt. Runt Granja la Zarca är det ganska tätbefolkat, med 199 invånare per kvadratkilometer. Närmaste större samhälle är Irapuato, 7,2 km norr om Granja la Zarca. Trakten runt Granja la Zarca består till största delen av jordbruksmark.